# Ein Inspektor kommt
Ein Inspektor kommt (Originaltitel: An Inspector Calls) ist ein soziales Drama des englischen Autors John Boynton Priestley und eines seiner bekanntesten Werke. Priestley schrieb es 1944/45 innerhalb einer einzigen Woche. Die Uraufführung fand noch im Erscheinungsjahr in Moskau statt, da die Londoner Theater ausgebucht waren. Seine Londoner Premiere feierte das Stück am 1. Oktober 1946 im Noël Coward Theatre mit Ralph Richardson als Inspektor Goole.

## Inhalt

### Ort und Zeit
Das Stück spielt im Jahr 1912 in Brumley, einer fiktiven „Industriestadt in den Northern Midlands“. Der Name kann als Anklang an die Städte Bradford, Birmingham und Burnley verstanden werden.

### Handlung in Kürze
Bei Familie Birling wird standesgemäß die Verlobung von Sheila und Gerald gefeiert. Mitten in Arthur Birlings Rede darüber, dass jeder seines Glückes Schmied sei und alles Gerede von gesellschaftlicher Verantwortung nichts gelte, meldet sich Polizeiinspektor Goole an der Tür: Er ziehe Erkundigungen ein bezüglich des Suizids einer aus der unteren sozialen Schicht stammenden Frau namens Eva Smith.
Nacheinander nimmt Goole die Anwesenden ins Verhör, wobei sich herausstellt, dass jeder von ihnen seinen Anteil daran hatte, Eva Smith immer tiefer in das soziale Elend gedrängt zu haben, bis sie keinen Ausweg mehr sah und sich das Leben nahm.
Zuerst befragt der Inspektor das Oberhaupt der Familie, den erfolgreichen Fabrikbesitzer Birling. Dieser gesteht schließlich, einige seiner Arbeiterinnen entlassen zu haben, als sie die Forderung nach einer Lohnerhöhung mit einem Streik durchzusetzen versuchten, darunter auch Eva Smith. Anschließend spricht der Inspektor mit der frisch verlobten Sheila Birling. Auf einem Bild erkennt sie Eva Smith als eine Verkäuferin in einer ihrer Lieblingsboutiquen, über die Sheila sich aufgrund gekränkter Eitelkeit beschwert hatte, so dass sie auch diese Stelle verlor.
Dem Inspektor zufolge hatte Eva Smith ihren Namen darauf in „Daisy Renton“ geändert. Sofort wird Gerald aufmerksam und gesteht, im zurückliegenden Sommer mit einer Daisy Renton eine Affäre gehabt zu haben. Sheila löst auf dieses Geständnis hin die Verlobung, und Gerald verlässt das Haus. Goole erzählt daraufhin, dass sich Daisy Renton mit der Bitte um geldliche Unterstützung an einen Frauenwohltätigkeitsverein gewendet hatte: Sie sei schwanger und könne somit nicht arbeiten. Mrs. Birling als Vorsitzende dieses Vereines verweigerte ihr jedoch jegliche Hilfe und verwies sie an den Vater ihres Kindes; ihrer Meinung nach sollte der „betrunkene junge Mann“ die volle Verantwortung für sein Handeln übernehmen. In diesem Moment kommt der angetrunkene Eric Birling in den Raum zurück und wird umgehend von Goole befragt, wobei sich herausstellt, dass er der fragliche Kindsvater ist und Eva Smith außerdem Geld zusteckte, das er aus dem Büro seines Vaters gestohlen hatte.
Nachdem so jeder mit seinem Beitrag zum Schicksal der Eva Smith detailliert konfrontiert wurde, verabschiedet sich Goole und lässt die Gesellschaft zurück.
Gerald kommt in das Haus zurück und klärt die Familie darüber auf, dass er soeben mit einem befreundeten Beamten der Polizei geredet habe und es keinen Inspektor Goole gebe. Daraufhin ruft Arthur Birling beim Kommissariat an und erkundigt sich nach Goole; auch dort ist der Name unbekannt. Als sich auch noch herausstellt, dass es im letzten Monat keinen Selbstmord einer Frau gegeben hat, wird klar, dass Goole sich offenbar zu Unrecht als Polizist ausgegeben und eigentlich zusammenhanglose Ereignisse auf eine fiktive Person zusammengezogen hat.
Birling stellt erleichtert fest, dass nichts geschehen und somit auch niemand in irgendeiner Weise schuldig sei. Dies wird jedoch von Sheila und Eric bestritten: An den dargestellten Taten der einzelnen ändere das nichts, und allein die Tatsache, dass es so wie von Goole dargestellt hätte geschehen können, sei Grund genug, über das eigene Verhalten kritisch nachzudenken.
Schließlich klingelt das Telefon, Mr. Birling nimmt das Gespräch an: Eine Frau habe sich das Leben genommen und ein Inspektor sei unterwegs, um ihnen ein paar Fragen zu stellen. Mit Birlings fassungsloser Miene bei Entgegennahme dieser Nachricht endet das Stück.

### Figuren
Arthur Birlingist das Oberhaupt der Familie Birling. Er ist ein wohlhabender Fabrikbesitzer. Als intelligenter „Selfmademan“ ist er der Ansicht, dass jeder Mensch sich zuerst um sich selbst zu kümmern hat. Priestleys Gebrauch von tragischer Ironie zeigt aber, dass Birling nicht so clever ist, wie er zu sein glaubt. Mr. Birling deutet im Stück Gerald gegenüber an, er rechne damit, bald zum Ritter erhoben zu werden und ist deswegen sehr auf ein gutes öffentliches Bild seines Umfelds aus.
Sybil Birlingist die Mutter von Sheila und Eric, die sie immer noch als „Kinder“ anredet, obwohl beide bereits über zwanzig sind. Sie ist eine strikte Verfechterin der Trennung der sozialen Schichten. Als Angehörige einer „höheren“ Klasse weigert sie sich als Einzige bis zuletzt, einzusehen, dass auch sie eine Teilschuld am Suizid von Eva Smith hat. Ihre Schuld besteht darin, dass sie der Hilfe suchenden Eva Smith jede Unterstützung verweigert und ihr rät, sich an den Vater ihres ungeborenen Kindes zu wenden, ohne zu ahnen, dass dieser Vater ihr eigener Sohn ist. Auch ist sie ihrem Gatten sozial überlegen.
Sheila Birlingist die Tochter der Birlings. Anfang zwanzig ist sie angesichts ihrer Verlobung in sehr aufgeregter Stimmung. Als der Inspektor sie mit dem Tod von Eva Smith konfrontiert, zeigt sie sich äußerst bestürzt.
Eric Birlingist der Sohn der Birlings und Sheilas jüngerer Bruder. Er gilt, vor allem seitens seiner Mutter, als das „Kind“ in der Familie. Aus Langeweile gibt er sich dem Alkohol hin und treibt sich zusammen mit Freunden immer wieder in der Palace Bar herum. Er und seine Schwester sind die einzigen Familienmitglieder, die über ihre Schuld nachdenken.
Gerald Croftist der Verlobte von Sheila und Sohn einer vornehmen Familie, die in geschäftlicher Konkurrenz zu Birlings Unternehmen steht. Einen Sommer lang hatte er eine Affäre mit Eva Smith, obwohl er zu dieser Zeit bereits mit Sheila Birling liiert war. Nachdem er zunächst sehr betroffen vom Tod der jungen Frau ist, schließt er sich im dritten Akt der Ansicht von Mr. und Mrs. Birling an, dass die Ereignisse des Abends ja gar nicht wirklich passiert seien.
Ednaist das Hausmädchen der Birlings.
Inspektor Gooleist der undurchsichtige Polizeibeamte, der den Selbstmord von Eva Smith untersucht. Er scheint allwissend zu sein und beherrscht von seinem Erscheinen bis zu seinem Verschwinden die Handlungen der Birlings. Alles, von der Reihenfolge der einzelnen Befragung bis zum Gesprächstempo, unterliegt seiner Kontrolle. Einen nach dem Anderen konfrontiert er mit der jeweiligen Teilschuld und lässt die Gesellschaft bestürzt und verwirrt zurück, bis die Frage auftaucht, ob er überhaupt ein echter Polizeiinspektor ist oder vielleicht doch ein Betrüger, der die Familie einschüchtern möchte.
Eva Smithist das junge Mädchen, das angeblich Selbstmord verübt hat, ohne je direkt in Erscheinung zu treten. Die Gewöhnlichkeit ihres Namens lässt die Figur für eine beliebige Person der Arbeiterklasse stehen. Sie wird vom Inspektor als freundliche Person beschrieben, obwohl er sie nie getroffen haben soll. Während des Stückes erhält sie auch andere Namen, unter denen die verschiedenen Familienmitglieder sie kennengelernt haben. Dies lässt einige der Protagonisten vermuten, dass es sich um verschiedene Frauen handelt, die der Inspektor zu einer fiktiven Person zusammengefügt hat und es nie einen Selbstmordfall gegeben hat. Entgegen den Vorurteilen der Birlings ist sie ehrenhaft, so nimmt sie beispielsweise kein gestohlenes Geld an.

## Form
Ein Inspektor kommt besteht aus drei Akten, zwischen denen es keine Zeitsprünge gibt, das Bühnenbild – laut Regieanweisungen – aber leicht verändert wird. Der Aufbau des Stücks folgt den Drei Aristotelischen Einheiten:
- Einheit der Zeit: Das Stück spielt an einem einzigen Abend, die Dialoge sind praktisch kontinuierlich, es herrscht Zeitdeckung.
- Einheit des Raums: Das Stück spielt ausschließlich im Esszimmer der Familie Birling.
- Einheit der Handlung: Es gibt keine Nebenhandlungen.

## Thematik
Der moderat sozialistisch geprägte Priestley behandelt im Stück einige der für ihn typischen Themen. Obwohl das Stück nach dem Zweiten Weltkrieg im Winter 1945 geschrieben wurde, spielt es in der Zeit vor dem Ersten Weltkrieg. Priestley stellt damit gesellschaftliche Veränderungen der vergangenen Jahrzehnte dar.
Probleme der Klassengesellschaft
Die Klassenunterschiede der englischen Gesellschaft vor dem Ersten Weltkrieg werden im Stück mehrfach und insbesondere anhand von Mrs. Birling kritisiert. Die sozial relativ hoch gestellte Familie Birling kann mit Mitgliedern der Arbeiterklasse, personifiziert in Eva Smith, umspringen, wie sie will. Nach dem Zweiten Weltkrieg waren die Unterschiede zwischen den Klassen bereits geringer.
Stellung der Arbeiter und insbesondere arbeitender Frauen
Eva Smith hat vermutlich wenig Bildung erfahren und keine Rechte und Möglichkeiten, sich gegen die willkürlichen Entlassungen zu wehren. Einmal ist die Anführung eines Streiks ein Grund zur Kündigung. Nachdem sie mehrfach entlassen wurde, bleibt ihr nur die Prostitution, um zu überleben. Institutionelle Hilfe wird ihr wegen Befangenheit der Leiterin Mrs. Birling versagt. Während und nach den Weltkriegen war weibliche Arbeitskraft wichtiger und damit wertvoller geworden, außerdem schritt die Emanzipation der Frauen voran.
Von Unternehmern wie Mr. Birling werden Arbeitskräfte nur als Kostenfaktor gesehen, der möglichst gering gehalten werden muss.
(Soziale) Verantwortung
Alle Ungerechtigkeiten gegenüber Eva Smith entspringen außerdem einem Mangel an Verantwortungsbewusstsein in verschiedenen Dimensionen. Arthur Birling verhält sich als Unternehmer unverantwortlich, seine Frau in ihrer Stellung als Vorsitzende des Wohltätigkeitskomitees, Sheila als Kundin, Eric als Sexualpartner (da er Eva schwängert, ohne Verantwortung dafür zu übernehmen) und Gerald sogar zweifach als Partner in einer Beziehung, da er einerseits seine Verlobte betrügt, andererseits seine Konkubine Eva nach Gutdünken fallen lässt.
Generationenunterschied
Anders als die Elterngeneration von Mr. und Mrs. Birling, die ihre Schuld nicht einsehen können, bereuen Eric und Sheila ihre Vergehen und wollen sich bessern.
Priestley kondensiert die „Moral“ des Stücks im dritten Akt auf einen letzten Aufruf zu mehr sozialer Verantwortung durch Inspektor Goole, bevor dieser die Szene verlässt.

## Auszeichnungen
- 1993: Laurence Olivier Award für die beste Wiederaufnahme eines Bühnenstückes
- 1994: Drama Desk Award für die beste Wiederaufnahme eines Bühnenstückes
- 1994: Tony Award für die beste Wiederaufnahme eines Bühnenstückes

## Verfilmungen
Priestleys Bühnenstück wurde mehrfach verfilmt, unter anderem:
- 1954: Film. Regie: Guy Hamilton. Mit Alastair Sim als Inspektor Poole, Arthur Young als Arthur Birling, Olga Lindo als Sybil Birling, Eileen Moore als Sheila Birling, Bryan Forbes als Eric Birling, Brian Worth als Gerald Croft, Jane Wenham als Eva Smith.
- 1982: britische TV-Serie der BBC, dreiteilig. Regie: Michael Simpson. Mit Bernard Hepton als Inspektor Goole, Nigel Davenport als Arthur Birling, Margaret Tyzack als Sybil Birling, Sarah Berger als Sheila Birling, David Sibley als Eric Berling, Simon Ward als Gerald Croft.
- 1983: E Inspäkter chunnt. Schweizer Fernsehfilm. Regie: Bruno Kaspar.
- 2015: TV-Film der BBC. Regie: Aisling Walsh. Mit David Thewlis als Inspektor Goole, Sophie Rundle als Eva Smith, Ken Stott als Arthur Birling, Miranda Richardson als Sybil Birling, Chloe Pirrie als Sheila Birling, Finn Cole als Eric Birling, Kyle Soller als Gerald Croft.

## Hörspielfassungen
Im deutschsprachigen Hörfunk war dieses Bühnenstück häufig Gegenstand von Vertonungen, bei einigen Sendeanstalten sogar zweimal, wobei die ältesten Produktionen nicht erhalten sind. Überliefert sind neun Hörspiele:
- 1947: HR, Regie: Fränze Roloff (nicht verfügbar)
- 1947: NWDR Köln, Regie: Wilhelm Semmelroth (nicht verfügbar)
- 1947: SWF, Regie: Gerd Beermann (nicht verfügbar)
- 1948: BR, Regie: Helmut Brennicke (nicht verfügbar)
- 1956: DRS, Regie: Werner Hausmann
- 1965: WDR, Regie: Heinz Wilhelm Schwarz
- 1970: BR, Regie: Walter Ohm
- 1976: Rundfunk der DDR, Regie: Werner Grunow
- 197x: DRS, Regie: James Mayer